# Río Cuale

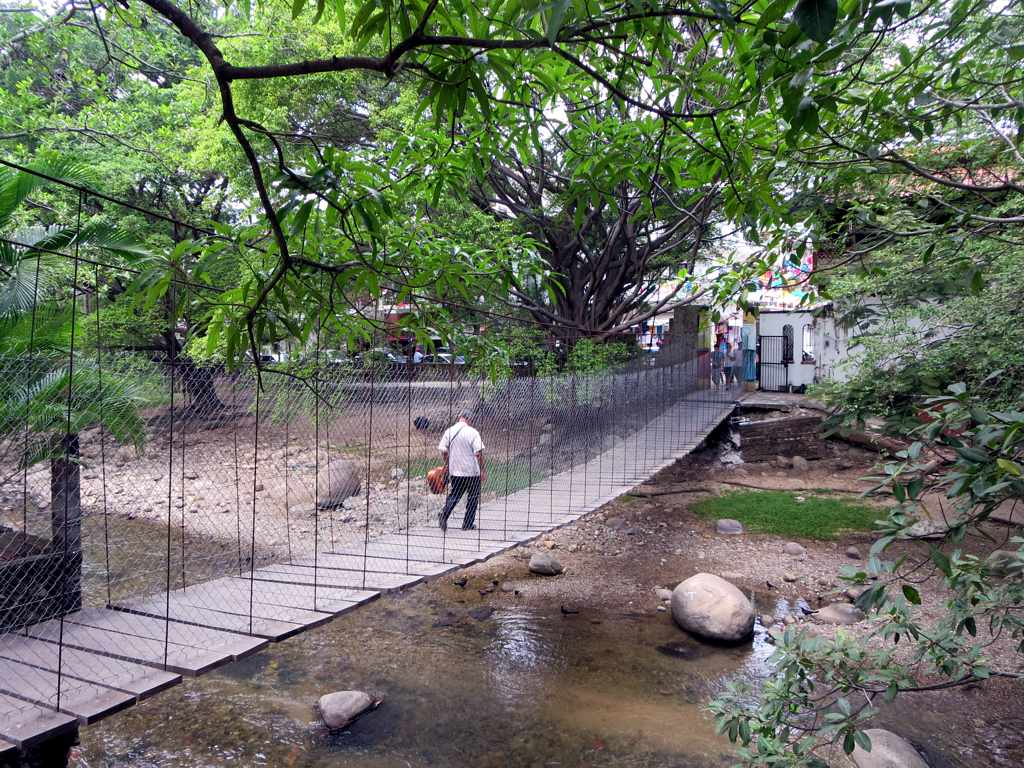
Puente colgante sobre el río Cuale en el centro de Puerto Vallarta, México

El río Cuale es un río de México que nace en la sierra del Cuale y atraviesa la comunidad serrana de El Cuale, y desemboca en el océano Pacífico en Puerto Vallarta, Jalisco.
Consta de dos principales afluentes que nacen en lo Alto de la sierra del Cuale (también llamada sierra del Tuito) a una altitud de 2740 m en las montañas de Talpa de Allende y pasa por el antiguo pueblo minero de El Cuale, del que toma nombre.
A lo largo de su trayecto, recorre la Sierra a través de bellos ecosistemas que van de bosque de coníferas bosque mesófilo de montaña de grandes variedades de coníferas y selvas húmedas en la parte más cercana a la costa.
Es una de las principales fuentes de agua para Puerto Vallarta.